# Wray (Colorado)
Pour les articles homonymes, voir Wray.
La ville de Wray est le siège du comté de Yuma, situé dans le Colorado, aux États-Unis.
La ville est nommée en l'honneur de John Wray, un cow-boy local.

## Démographie
| 1890 | 1900 | 1910  | 1920  | 1930  | 1940  |
| ---- | ---- | ----- | ----- | ----- | ----- |
| 125  | 271  | 1 000 | 1 538 | 1 785 | 2 061 |

| 1950  | 1960  | 1970  | 1980  | 1990  | 2000  |
| ----- | ----- | ----- | ----- | ----- | ----- |
| 2 198 | 2 082 | 1 953 | 2 131 | 1 998 | 2 187 |

| 2010  | - | - | - | - | - |
| ----- | - | - | - | - | - |
| 2 342 | - | - | - | - | - |

Selon le recensement de 2010, Wray compte 2 342 habitants. La municipalité s'étend sur 3,39 milles carrés (8,78 km2).